# Nicolas Moreau (acteur)
Pour les articles homonymes, voir Nicolas Moreau et Moreau.
Nicolas Moreau est un acteur français né le 25 mai 1969 .

## Biographie
Il s'est formé au Conservatoire national supérieur d'art dramatique promotion 1995.

### Télévision
En 1995, il entame une carrière d'acteur avec le rôle de Marc, le fils de Claude Jade et Georges Claisse, dans le téléfilm Porté disparu de Jacques Richard.
Il joue ensuite avec Hélène de Fougerolles et Claude Rich dans l'adaptation du roman Été brûlant d'Eduard von Keyserling. Le réalisateur Denys de La Patellière lui donne un rôle dans son dernier film Maigret et l'affaire Saint-Fiacre avec Bruno Cremer et Claude Winter. Il joue avec Bernard Fresson dans Pasteur, cinq années de rage de Luc Béraud.
Après plusieurs téléfilms, sa carrière est suivie en 2000 par Le Bois du Pardoux avec Annie Girardot et en 2005 par Des jours et des nuits de Thierry Chabert.

### Cinéma
En 1998, il interprète le rôle d'Émile Bernard dans le film Lautrec de Roger Planchon.
En 2005, il joue l'invité dans Gabrielle de Patrice Chéreau.

### Théâtre
- 1993 : L'Impromptu de Versailles et Les Précieuses ridicules de Molière, mise en scène Jean-Luc Boutté, Comédie-Française salle Richelieu
- 1995 : Le Radeau de la Méduse de Roger Planchon, mise en scène de l'auteur, TNP Villeurbanne
- 1997 : Le Radeau de la Méduse de Roger Planchon, mise en scène de l'auteur, théâtre national de la Colline
- 2000 : La Vie de Galilée de Bertolt Brecht, mise en scène Jacques Lassalle, théâtre national de la Colline, théâtre de la Croix-Rousse
- 2003 -2005 : Angèle d'Alexandre Dumas, mise en scène Gilles Gleizes, théâtre Silvia-Monfort, théâtre du Jeu de Paume et tournée en France

## Filmographie
Sauf indication contraire, les informations mentionnées dans cette section peuvent être confirmées par la base de données cinématographiques IMDb,  présente dans la section « Liens externes ».

### Cinéma
- 1998 : Lautrec de Roger Planchon : Émile Bernard
- 2003 : Toutes les filles sont folles de Pascale Pouzadoux : Le chirurgien
- 2005 : Gabrielle de Patrice Chéreau
- 2009 : Le refuge de François Ozon : le dragueur
- 2010 : Rebecca H. (Return to the Dogs) (en) de Lodge Kerrigan : voisin fâché
- 2011 : La conquête de Xavier Durringer : Pierre Giacometti
- 2013 : La Fille du 14 juillet de Antonin Peretjatko : le Lion (as Nicola Maureau)
- 2016 : La Fille de Brest d'Emmanuelle Bercot : Professeur Launay
- 2017 : Des gens bien de Bruno Lopez et Emmanuel Vieilly : le père de Paloma
- 2020 : L'Étreinte de Ludovic Bergery : Éric
- 2021 : Enquête sur un scandale d'État de Thierry de Peretti : Membre équipe de rédaction Libération

### Court-métrage
- 1996 : Sans transition de Eric Sliman
- 2004 : La fiancée de Nathalie Najem : L'ami de la piscine
- 2010 : Groenland de Muriel Breton : Bruno
- 2010 : Kataï de Claire Doyon : Max (as Nicolas Maureau)
- 2015 : Hors cadre, une trilogie de Coco Tassel : Renault

### Série TV
- 1992 : Julie Lescaut (Ep. 1.01, de Caroline Huppert) : un loubard
- 1993 : C'était la guerre de Maurice Failevic
- 1994 : Navarro (Ep. 6.06 - Triste carnaval, de Patrick Jamain) : Carlos
- 1995 : Maigret (Ep. 5.02 - Maigret et l’affaire Saint-Fiacre de Denys de la Patellière) : Emile
- 1995 : L'histoire du samedi (Ep. Pasteur, cinq années de rage de Luc Béraud) : Loir
- 1998 : L'histoire du samedi (Ep. Quand un ange passe de Bertrand Van Effenterre) : Patrick
- 1998 : Commissaire Moulin (Ep. 4.09 - Le Bleu, de Denis Amar) : Jacky Lourmel
- 1998 : Les Cordier, juge et flic (Ep. 6.04 - Rangée des voitures, de Pierre Sisser) : Pierre
- 2000 : Dossiers : Disparus (Ep. 2.06 - Amanda) : Patrick Fernandez
- 2004 : Les Montana (Ep 1.01 - Dérapage, de Benoît d'Aubert) : Philippe Laplace
- 2004 : Le Grand Patron (Ep. 1.14 - L'ombre de la rue, de Christian Bonnet) : Lucas Berton
- 2006 : Joséphine, ange gardien, (Ep 10.05 - Remue ménage, réalisé par Laurent Lévy) : François
- 2006 : Léa Parker (Ep. 2.13 - Braqueurs, de Olivier Jamain) : David Tersini
- 2008 : Scalp : Patrick / Mr Smith
- 2009 : Un flic (Ep. 3.02 - Ligne de fuite de Patrick Dewolf) : Martial
- 2010 : Engrenages (Ep. 3.03-3.06, 3.08-3.11) : Courcelles
- 2011 : Marthe Richard de Thierry Binisti : Louis Eggenberger
- 2011 : Le Sang de la vigne (Ep. 1.02 - Le dernier coup de Jarnac, de Marc Rivière) : Pierre-François Aludel
- 2012 : Chambre 327 de Benoît d'Aubert (Ep. 1.01, 1.02) : Éric Lavaux
- 2012 : Antigone 34, (Ep. 1.01, 1.02 de Louis-Pascal Couvelaire ; ép. 1.04 de Roger Simonsz) : Klein
- 2013 : Joséphine, ange gardien, (Ep. 14.04 - De père en fille, réalisé par Jean-Marc Seban) : Georges Lannier
- 2013 : Profilage, (Ep. 4.05, 4.07, de Julien Despaux ; ép. 4.04, de Alexandre Laurent) : Paul Monti / Papa de Lili
- 2013 : R.I.S. Police Scientifique (Ep 8.06, de Alain Brunard) : procureur Klein
- 2015 : Fais pas ci, fais pas ça, (Ep. 8.02 - Tous pour tous, réalisé par Pierre Aknine) : Dupont-Deleuze
- 2018 : Section de recherches d'Alexandre Pidoux, épisode Mauvaise fréquentation : Vincent Carois
- 2021 : HPI (Ep 2.07 - 55 kilos, réalisé par Djibril Glissant) : Olivier Marchand
- 2022 : saison 6 de La Guerre des trônes, la véritable histoire de l'Europe : Abbé de Bernis

### Téléfilm
- 1995 : Été brûlant de Jérôme Foulon : Andreï
- 1995 : Porté disparu de Jacques Richard : Marc
- 2000 : Le bois du Pardon de Stéphane Kurc : Guillaume
- 2005 : Des jours et des nuits de Thierry Chabert : Antoine
- 2015 : Sanctuaire de Olivier Masset-Depasse : le Secrétaire général de l'Élysée